# Пстрошице-Друге
Пстроши́це-Дру́ге (пол. Pstroszyce Drugie) — село в Польше в сельской гмине Мехув Мехувского повята Малопольского воеводства.
Село располагается в 7 км от административного центра повята города Мехув и в 39 км от административного центра воеводства города Краков.
В 1975—1998 годах входило в состав Келецкого воеводства, административным центром которого являлся город Кельце (село находилось на территориях находящихся рядом с территориями административно подчинённых Кракову). С 1999 входит в Малопольское воеводство (столица Краков).